# معركة تونديبي
معركة تونبيدي كانت المواجهة الحاسمة أثناء غزو الدولة السعدية لإمبراطورية السونغاي في القرن 16 (الحرب المغربية السونغية). رغم الفرق العددي الكبير لصالح جيش السونغاي، القوات السعدية تحت قيادة جودر باشا استطاعت هزم حاكم إمبراطورية سونغاي أسكيا إسحاق الثاني، مما أدى إلى انهيار الإمبراطورية.

## خلفية

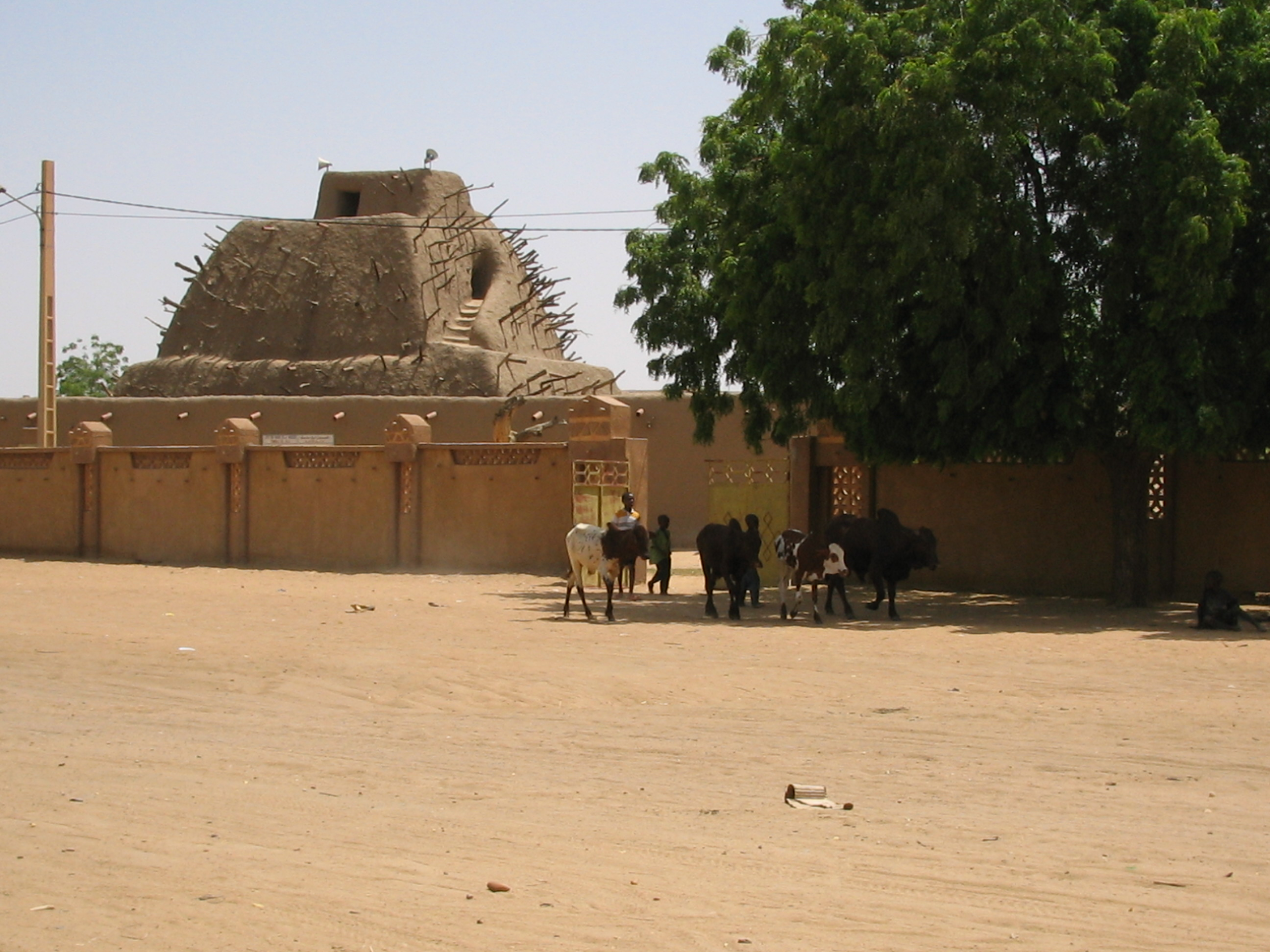
أضرحة أباطرة سونغاي في غاو (مالي) بشكلها الهرمي المميز، وتتواجد في محاذاة الجنوب الشرقي / الشمال الغربي في جميع أنحاء غرب أفريقيا حتى شمال زيندر (النيجر).

كانت سونغاي القوة المهيمنة في غرب إفريقيا لأكثر من قرن، حيث كانت تتحكم في غرب السودان من منابع نهر السنغال وحتى المناطق التي تقع داخل النيجر حاليا؛ لكن التنافس على الخلافة بعد وفاة أسكيا داوود في عام 1583 ترك الإمبراطورية في حالة ضعف.
في هذه الأثناء وباتجاه الشمال، كانت الدولة المغربية تحت حكم السعديين في أوج قوتها. في عام 1578، نجح المغرب في صد محاولة قامت بها البرتغال لغزوها وكان ذلك في معركة القصر الكبير، حيث قضت قواته على جيش برتغالي كبير. لكن ومع ذلك، أفرزت النفقات الدفاعية التي خصصت لصد البرتغاليين ضغطا كبيرا على المغرب حيث استنزفت خزائن البلاد وكان المغرب على وشك الإفلاس.
وهكذا وبحثا عن موارد جديدة لمملكته، وجّه السلطان أحمد المنصور السعدي انتباهه إلى إمبراطورية سونغاي، حيث اعتقد خطأً أن مناجم الذهب التي أدت إلى ثراء سونغاي كانت تقع داخل حدود أراضيها.

## عبور الصحراء

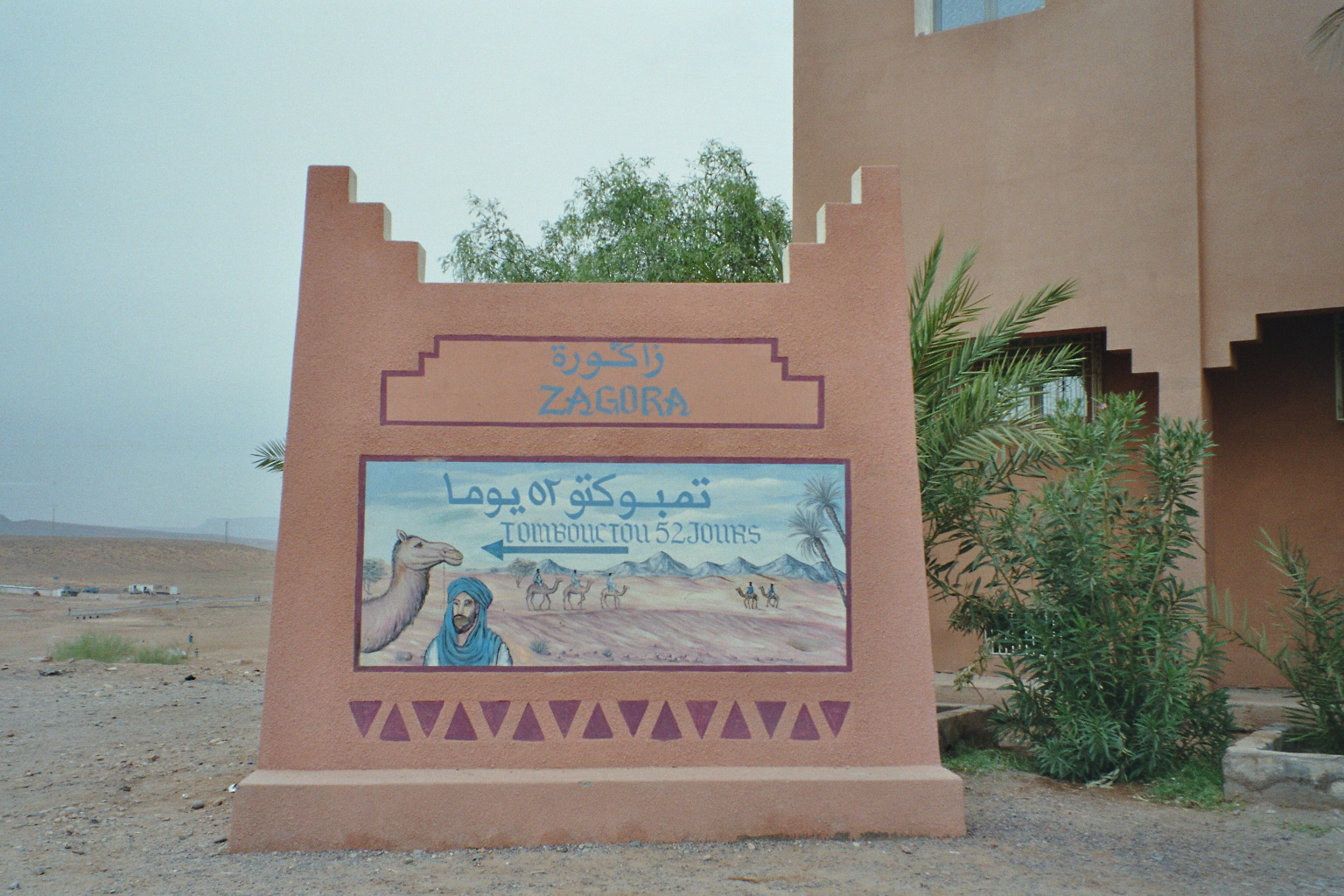
لوحة إرشادية في زاكورة الواقعة بالجنوب الشرقي للمغرب، كتب عليها «تمبوكتو 52 يوما».

على الرغم من أن العديد من مستشاري السلطان حذروه قائلين أنه من غير الشرعي شن حرب ضد أمة مسلمة أخرى، إلا أنه تجاهل اعتراضاتهم. في أكتوبر من سنة 1590، قام بإرسال قوة مكونة من 1500 عنصرا من سلاح الفرسان (الخيالة الخفيفة) و2500 عنصرا من المشاة والذي تم تزويد العديد منهم بسلاح القربينة، تحت قيادة جودار باشا وهو إسباني مخصي تم أسره وهو طفل.
سافر الجيش في قافلة مكونة من 8000 جمل و1000 أحصنة نقل و1000 فرد من سائسي الخيل و600 فرد من العمال؛ كما نقلوا ثمانية مدافع إنجليزية.
بعد رحلة استمرت أربعة أشهر، وصل جودار إلى منطقة سونغاي بقواته سليمة إلى حد كبير. قامت قواته بعملية استيلاء، نهب ثم تدمير لمناجم الملح في تاغزة. بعد ذلك تقدم المغاربة نحو غاو عاصمة سونغاي.

## المعركة

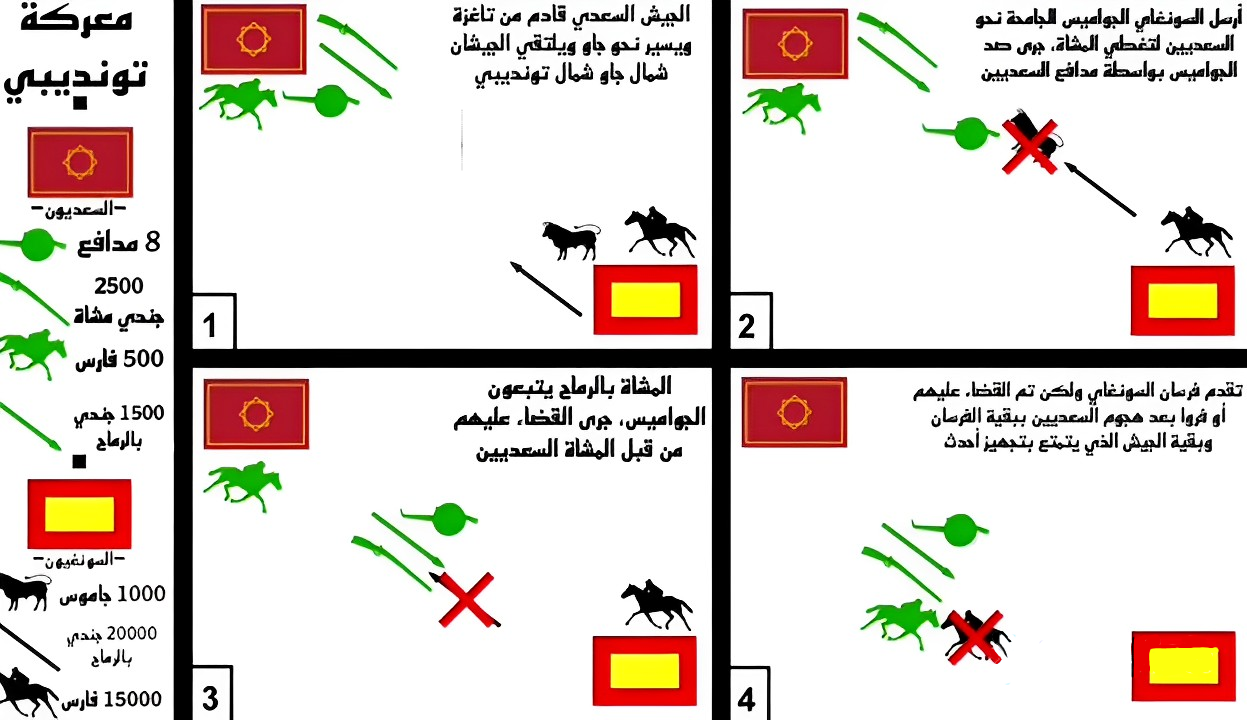
سير الأحداث خلال معركة تونديبي.

اجتمعت الجيوش يوم 13 مارس 1591. سار الجيش المغربي من تغازة باتجاه غاو. كان جيش سونغاي في انتظار قوات جودار بالقرب من تونديبي، وهي مرعى للماشية شمال غاو. بالرغم من أن سونغاي كان لديها سلاح فرسان قوي، إلا أنهم كانوا يفتقرون إلى أسلحة البارود المغربية، والتي من شأنها أن تقلب مجرى المعركة.
لم تكن استراتيجية سونغاي في المعركة مدروسة على نحو جيد، حيث فشلت خطة لإرسال 1000 رأس من قطيع الماشية المذعور باتجاه المغاربة في تدمير خطوط دفاعاتهم، حيث تم صد هجوم الماشية بأصوات طلقات البارود وضجيج المدافع، مما أدى بقطيع الماشية الهائج إلى الارتداد والعودة باتجاه الخطوط الدفاعية لجيش سونغاي.
بعد ذلك قام جيش سونغاي بإرسال سلاح الفرسان لمهاجمة الخطوط المغربية. بعد مناوشة أولية لسلاح الفرسان، قام جودار بدفع الأفراد المسلحين بالقربينة تحت إمرته إلى عين المكان ثم أمر بإطلاق النار من القربينات والمدافع. بعد ذلك قام من تبقى من سلاح الفرسان السونغيين بالفرار من الميدان أو تم القضاء عليهم بنيران مغربية. في النهاية لم يتبقى سوى ساقة الجيش، وحدة من الرجال الشجعان والحازمين، الذين دخلوا في قتال بالأيادي ضد المغاربة إلى أن لاقوا حتفهم.

## التبعات

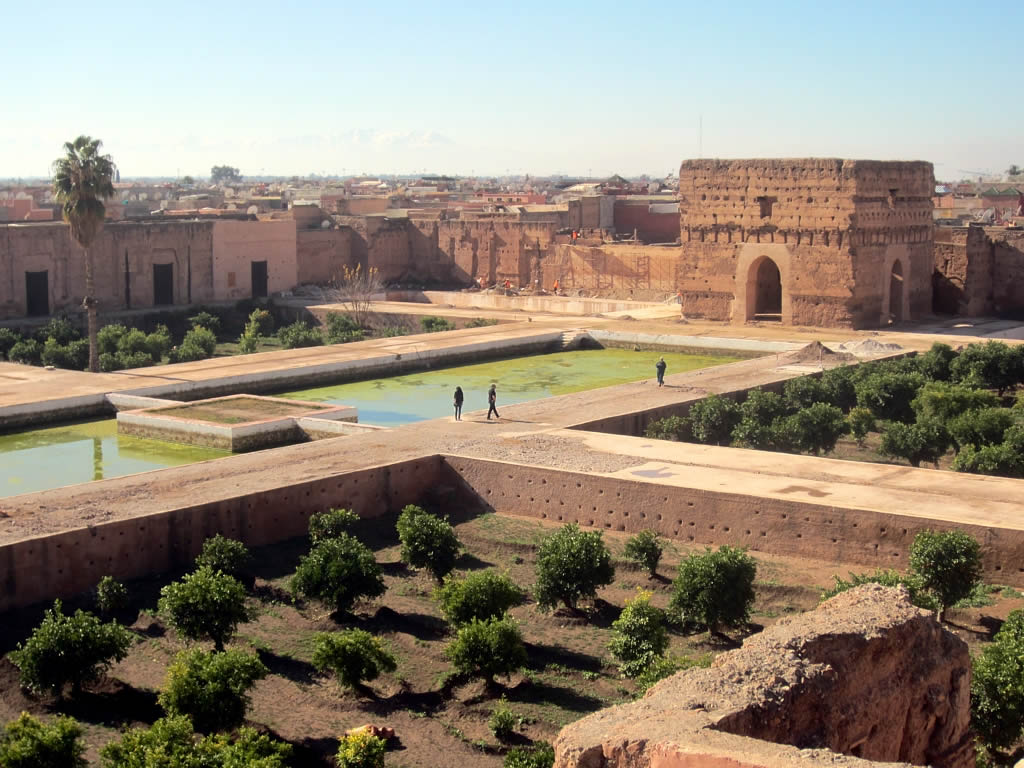
قصر البديع في مراكش تم بناؤه في عهد السلاطين السعديين وبشكل خاص من طرف أحمد المنصور.

واصلت قوات جودار طريقها باتجاه غاو وقامت بنهب المدينة، التي كان سكانها قد غادروها بالفعل. ثم قامت بعد ذلك بقليل بالتوجه نحو المراكز التجارية في تمبكتو وجني بما أن لا شيء كان يقف في طريقها لتحصيل الثروات.
كان نهب المدن الثلاث بمثابة النهاية لإمبراطورية سونغاي كقوة فاعلة في المنطقة؛ لكن ومع بالتوازي مع ذلك، أثبت المغرب عدم قدرته على تثبيت سلطة قوية في المنطقة بسبب اتساع رقعة إمبراطورية سونغاي والصعوبات المتعلقة بالاتصال ووصول الإمدادات المغربية عبر الطرق التجارية الصحراوية، وبدأ قتال متقطع استمر عقدا من الزمن.
انقسمت المنطقة في النهاية إلى العشرات من الممالك الأصغر، وقام السونغيون نفسهم بتأسيس مملكة ديندي [الإنجليزية].
و اكتفى المغرب بسيطرة فقط على مدن مهمة مثل غاو و تمبوكتو و جني.
بالرجوع إلى المغرب كانت هناك أيضا مشاكل داخلية سنة 1603 عندما مات السلطان (بسبب الطاعون الذي انتشر في المغرب حسب البعض، أو على يد أحد أبنائه حسب البعض الآخر) حينها اندلع صراع على العرش المغربي. و بدالك فقد المغرب سلطة فعلية على أراضي غاو و تمبوكتو و جني التي سيطر عليها .  تأسست بما يعرف  بباشوية تمبوكتو وهي باشوية تضم مدن تلات جني و غاو و تنبكب و يحكمها باشا مغربي و تابعة للمغرب إسميا.[بحاجة لمصدر]

## الانعكاسات
|                                                                                       |  |  |
| الإمبراطورية المغربية ومنطقة غرب أفريقيا أواخر القرن 16 (يمين) وخلال القرن 18 (يسار). |  |  |

الأرما أو «الرماة» هم مجموعة عرقية معاصرة في غرب أفريقيا تنحدر من المستوطنين المغاربة الذين قدموا لأول مرة خلال القرن 16 وأسسوا مستعمرة في تمبكتو. يعيشون حاليا في منتصف وادي نهر النيجر.

## وصلات خارجية
- ذكر مجيء الباشا جودر إلى بلاد السودان. عبد الرحمان بن عبد الله بن عمران بن عامر السعدي.
- (بالإنجليزية)Jonathan Michel (1995). جامعة بنسلفانيا, Ali B. Ali-Dinar (المحرر). "The Invasion of Morocco in1591 and the Saadian Dynasty". مؤرشف من الأصل في 2019-05-13.